# 291 Alice
Alice (định danh hành tinh vi hình: 291 Alice) là một tiểu hành tinh nền đá từ vùng bên trong vành đai chính. Ngày 25 tháng 4 năm 1890, nhà thiên văn học người Áo Johann Palisa phát hiện tiểu hành tinh Alice khi ông thực hiện quan sát tại Đài thiên văn Vienna và không biết rõ nguồn gốc tên của nó.
Việc phân tích dữ liệu đường cong ánh sáng của nó cho thấy các điểm cực của Alice hướng về hệ tọa độ hoàng đạo hoặc (β, λ) = (55°, 65°) hoặc (β, λ) = (55°, 245°) với 10° không chắc chắn. Trong cả hai trường hợp, điều này sẽ cho một độ nghiêng trục quay khoảng 35°.